# 淯州 (南廣州)
淯州，中国南北朝时设置的州。
北魏末年设置南广州，下辖襄城郡、鲁阳郡、高昌郡、南阳郡、襄城郡。西魏废帝三年（554年）西魏改南广州设置淯州。治所在今河南省南阳市南召县附近。后来合并入蒙州。隋文帝仁寿年间，蒙州改为豳州。